# José Williams

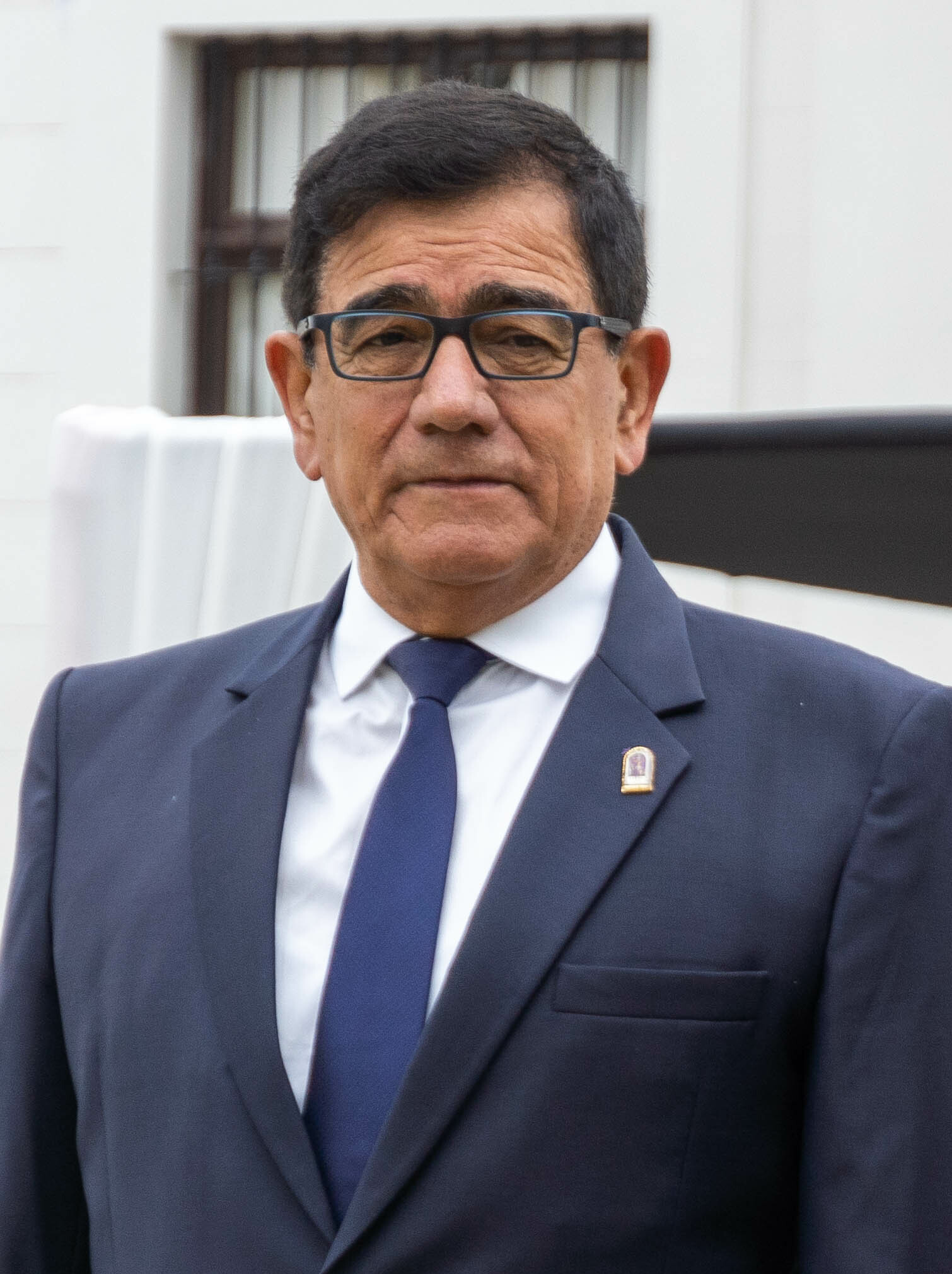
Williams 2022

José Daniel Williams Zapata (* 9. November 1951 in Lima) ist ein peruanischer Armeegeneral und Politiker. Bei der Parlamentswahl 2021 zog Williams für den Wahlbezirk Lima in den Kongress ein, 2022 wurde er zum Präsidenten des Kongresses gewählt.

## Leben

### Karriere beim Militär
Williams wurde 1951 in der peruanischen Hauptstadt Lima geboren, wo er auch aufwuchs und die weiterführende Schule besuchte. Nach seinem Schulabschluss startete er eine Laufbahn bei der peruanischen Armee. Dort war er an verschiedenen Konflikten beteiligt, unter anderem am bewaffneten Konflikt in Peru in den 1980er Jahren und am Cenepa-Krieg. 1997 spielte er in der Beendigung der Geiselnahme in der japanischen Botschaft eine wichtige Rolle. Bei der Geiselnahme hatten 14 bewaffnete Kämpfer des Movimiento Revolucionario Túpac Amaru bei einem Empfang in der japanischen Botschaft rund 120 Personen als Geiseln genommen, unter anderem mehrere Minister, Kongressabgeordnete und Botschafter anderer Staaten. Die Geiselnahme dauerte 126 Tage an, bis die Botschaft am 22. April 1997 von der peruanischen Armee gestürmt wurde. Williams war als General der peruanischen Armee einer der Anführer der Befreiung der Geiseln. 2006 war er militärischer Oberbefehlshaber der peruanischen Streitkräfte. Nach Ende seiner Zeit als Oberbefehlshaber trat er in den Ruhestand. 2009 erhielt er einen Abschluss in Militärwissenschaften von der Escuela Militar de Churillos, 2011 einen Magister in Entwicklung und Verteidigung vom Centro de Altos Estudios Nacionales. Daneben arbeitete er ab 2018 als Professor an der Universidad San Ignacio de Loyola.

### Karriere als Politiker
Bei der Parlamentswahl 2021 stand Williams als Kandidat der Partei Avanza País des Ökonomen Hernando de Soto im Wahlbezirk Lima an. Daneben spielte er eine Rolle im Wahlkampfteam de Sotos bei der Präsidentschaftswahl. Mit 44.791 Stimmen wurde Williams ins Parlament gewählt. Dort ist er Teil des Verteidigungsausschusses. Am 12. September 2022 wurde er zum Parlamentspräsidenten gewählt. In dieser Rolle sollte er die Abstimmung über das dritte Amtsenthebungsverfahren gegen Präsidenten Pedro Castillo am 7. Dezember 2022 leiten, ehe dieser versuchte, durch einen Selbst-Putsch das Parlament aufzulösen. Castillo wurde daraufhin des Amtes enthoben und seine Vizepräsidentin Dina Boluarte von Williams als neue Präsidentin eingeführt. Seitdem ist Williams Zweiter in der Präsidentschaftsnachfolge.